# Kei Okami
Kei Okami (岡見 京, Okami Kei, 11 septembre 1859, – 2 septembre 1941) est une femme médecin japonaise, connue pour être la première Japonaise diplômée de médecine occidentale.

## Biographie
En 1889, Kei Okami est la première Japonaise diplômée en médecine occidentale. Elle-même chrétienne, elle avait reçu de l'aide de la Women's Foreign Missionary Society de l'Église presbytérienne pour étudier au Woman's Medical College of Pennsylvania.
De retour au Japon, elle travaille à l'hôpital de Jikei (de nos jours, l'école universitaire de médecine de Jikei (en)), à l'invitation de Takaki Kanehiro. Puis, elle ouvre sa propre clinique, travaillant à domicile dans le quartier Akasaka Tameike, Minato.